# 祐康食品
祐康食品集团有限公司简称祐康食品，是一家1992年2月成立、位于杭州的食品生产公司，副业包括房地产、投资等。祐康已跻身中国冷食行业五强，连续四年入选“全国民营企业500强”，是长江三角洲地区最大的冷饮、冷食制造商，祐康为中国名牌和中国驰名商标。产品有雪糕、冰淇淋、馄饨、酸奶、包子、水饺、刀切馒头、八宝饭、鱼丸、汤圆、粽子等，其中以娃娃头雪糕、三色杯、祐康水饺等较为有名。地址位于杭州市江干区杭海路1221号。除食品业务外，该公司还涉及房地产业务。

## 历史
祐康创始人戴天荣1961年5月生于杭州，杭州大学企管系毕业，毕业后做过公务员、经营者等职。1992年，戴天荣在杭州机场路上创办了杭州祐康食品有限公司。此后祐康业务逐步扩大，2008年进军房地产业，实现多元化经营，到2010年，祐康集团宣布旗下拥有28家企业，8大业务板块。
2015年底，祐康因涉足房地产而陷入资金链危机。当时江干区委、区政府邀请浙江最大的国企浙江物产集团对祐康进行帮扶。
2017年1月21日，戴天荣因病离世，他生前为全国人大代表。
2018年3月27日，杭州市江干区人民法院公告宣布，祐康集团旗下企业全面进入破产清算程序。

## 主营产品
- 冷饮
- 冷食
- 奶制品
- 果冻类
- 蜜饯类
- 炒货类